# Laura Donnelly
Laura Donnelly (Belfast, 20 de agosto de 1982) é uma atriz irlandesa. Ficou mais conhecida por interpretar Sarah Kay em The Fall (2013), Jenny em Outlander (2014-2017) e Zephyr Alexis Navine / Amalia True em The Nevers (2021). 

## Biografia
Donnelly frequentou a Rathmore Grammar School em Belfast, onde cresceu. Ela então se mudou para Glasgow para estudar na Royal Scottish Academy of Music and Drama. Depois de se formar em 2004, ela teve uma série de papéis no teatro na Irlanda e na Escócia antes de se mudar para Londres, onde sua carreira na televisão começou.

## Carreira
Ela fez sua estreia na tela em 2005 no drama do Channel 4 Sugar Rush, onde ela apareceu como um interesse amoroso do protagonista feminino em dois episódios. Ela também é conhecida por aparecer em Casualty, Hex e como personagem principal no filme irlandês Insatiable (2008). Ela também estrelou em Best: His Mother's Son, um drama da BBC sobre a vida de George Best, no papel da irmã de Best, Barbara. Ela estrelou na peça de Jez Butterworth, The River no Royal Court Theatre, ao lado de Dominic West e Miranda Raison. Ela reprisou seu papel na produção da Broadway ao lado de Hugh Jackman.
Em abril de 2018, ela ganhou o prêmio de Melhor Atriz no Olivier Awards por sua atuação em The Ferryman, de Butterworth. Em janeiro de 2022, foi escalada para um papel não revelado no especial de televisão Werewolf by Night, do Universo Cinematográfico Marvel. Em 10 de setembro, foi confirmado que ela interpretaria Elsa Bloodstone no especial.

## Filmografia

### Filmes
| Ano  | Título             | Função        | Notas     |
| ---- | ------------------ | ------------- | --------- |
| 2008 | Insatiable         | Rachel        | Principal |
| 2009 | Dread              | Abby          |           |
| 2009 | Right Hand Drive   | Ashley        |           |
| 2013 | Hello Carter       | Tara          |           |
| 2014 | Heart of Lightness | Ellida        |           |
| 2015 | The Program        | Emma O'Reilly |           |
| 2019 | Tolkien            | Mabel Tolkien |           |

### Televisão
| Ano       | Título                 | Função                             | Notas                                   |
| --------- | ---------------------- | ---------------------------------- | --------------------------------------- |
| 2005      | Sugar Rush             | Beth                               | 2 episódios                             |
| 2005      | Casualty               | Fleur Butler                       | 7 episódios                             |
| 2005      | Hex                    | Maya Robertson                     | 4 episódios                             |
| 2006      | The Bill               | Jody Macmillan                     | 1 episódio                              |
| 2007      | Rough Diamond          | Aoife                              | 1 episódio                              |
| 2009      | Occupation             | Katy Hibbs                         | 2 episódios                             |
| 2009      | Merlin                 | Freya                              | 2 episódios                             |
| 2009      | Best: His Mother's Son | Barbara Best                       | Telefilme                               |
| 2012      | Missing                | Violet Heath                       |                                         |
| 2013      | The Fall               | Sarah Kay                          | 5 episódios                             |
| 2014-2017 | Outlander              | Janet "Jenny" Fraser Murray        |                                         |
| 2016      | Beowulf                | Elvina                             |                                         |
| 2018      | Britannia              | Hella                              | 6 episódios                             |
| 2021      | The Nevers             | Zephyr Alexis Navine / Amalia True | Personagem Principal                    |
| 2022      | Werewolf by Night      | Elsa Bloodstone                    | Futuro especial de televisão do Disney+ |

## Teatro
- Romeu e Julieta , Teatro ao Ar Livre no Regents Park, junho de 2008 a agosto de 2008 (tocando Julieta) [6]
- O rio , Royal Court Theatre, de outubro a novembro de 2012
- O rio , Círculo na Praça, outubro de 2014 - fevereiro de 2015
- O Ferryman , Royal Court Theatre, de abril a maio de 2017[7]
- O barqueiro, Teatro Gielgud, junho 2017- outubro 2017[7]